# Johann Friedrich von Schulte
Johann Friedrich Schulte, à partir de 1869 Ritter von Schulte (né le 23 avril 1827 à Winterberg, mort le 19 décembre 1914 à Obermais) est professeur de droit civil et religieux prussien.

## Biographie
Johann Friedrich Schulte est le fils de Johann Friedrich Schulte, médecin. Il étudie le droit notamment à Berlin puis est avocat assistant à Fredeburg.
À 26 ans, il devient privat-docent à la faculté de droit de Bonn en 1854 et un an plus tard, en 1855, a une chaire universitaire de droit religieux et d'histoire du droit allemand à l'université Charles de Prague. En 1863, Schulte devient membre d'honneur de l'association d'étudiants catholiques Askania (aujourd'hui KStV Askania-Burgundia (de)) au sein du KV (de). En 1869, l'empereur François-Joseph l'élève à la noblesse héréditaire.
En 1873, il revient à Bonn. Il enseigne le droit religieux jusqu'à sa retraite en 1906. De 1881 à 1882, il est recteur de l'université de Bonn.
En outre, Johann Friedrich von Schulte est président des congrès des vieux-catholiques de 1871 à 1890 et vice-président de la représentation synodale vieille-catholique en Allemagne de 1873 à 1890. De 1874 à 1879, il est également membre du Reichstag pour le Parti national-libéral.

## Œuvre
Schulte s'oppose strictement au premier concile œcuménique du Vatican et par conséquent, en tant que co-auteur de la Déclaration de Nuremberg des 26 et 27 août 1870 contre le concile Vatican I, avec Ignaz von Döllinger, Franz Heinrich Reusch et Joseph Hubert Reinkens, pose la première pierre de l'Église vieille-catholique allemande. Il élabore les modèles de droit religieux de base pour l'organisation de l'Église vieille-catholique en Allemagne et rédige les éléments de base de l'ordonnance synodale et de la congrégation de 1874, la « loi fondamentale » de l'Église vieille-catholique allemande. Cela lui vaut d'être mis à l’Index librorum prohibitorum à partir de 1871.